# Michael Poulsen
Michael Poulsen (nacido el 1 de abril 1975) Cantante y guitarrista danés. Actualmente principal compositor y vocalista de Volbeat (2001-presente).
Michael Poulsen creció en Ringsted, Dinamarca, ubicado a unos 60 kilómetros de Copenhague, en una familia de clase trabajadora. Tiene una hermana melliza y dos hermanas mayores que son gemelas. Sus padres eran grandes fanes de Elvis Presley, Jerry Lee Lewis, Johnny Cash, y Chuck Berry, hecho que influye en sus letras y composiciones. Cuando era adolescente, seguía bandas de heavy metal como Metallica, Iron Maiden, Whitesnake, Deep Purple, Iced Earth y Black Sabbath. A la edad de 17 se trasladó a Copenhague y formó su primera banda llamada Dominus. Poulsen tenía por aquel entonces una gran influencia de Chuck Schuldiner y su banda Death.
Dominus lanzó cuatro discos entre 1994 y 2000. Para aquel año, la banda tuvo una escisión y Poulsen, que ya se encontraba harto de hacer Death Metal y del ambiente asociado a este estilo, escribió nuevas canciones con un enfoque más rock'n'roll y decidió crear Volbeat. Después de lanzar dos demos, su álbum debut "The Strength, The Sound, The Songs" alcanzó el número 18 en las listas de Dinamarca y se convirtió en el primer álbum de una banda de metal danesa que en veinte años entró en el top 20. El 22 de abril de 2006, Poulsen actuó con algunos de los músicos del Elvis Presley's Studio en Copenhague. El segundo disco de Volbeat "Rock the Rebel, Metal the Devil" y el tercero "Guitar Gangsters & Cadillac Blood" fueron directos al número 1 en las listas danesas.
Poulsen después mostró su afinidad por el sonido de Social Distortion, con esta "nueva influencia" creó un sonido distintivo de Volbeat de sus últimos trabajos. Una buena época profesional y personal para Michael Poulsen que culminó cuando se casó en Graceland, Memphis, con su esposa Lina en marzo de 2010.
En 2012, Poulsen se embarcó en un proyecto con Relapse Records para realizar una reedición de uno de los discos que él considera como de sus favoritos, del Death de los 90s, Spiritual Healing.
Poulsen toca principalmente guitarras Gibson SG, desde el principio utilizó un modelo Tony Iommi signature, pero ha pasado últimamente a usar modelos GT equipados con pastillas Seymour Duncan. De vez en cuando también utiliza una ESP Ltd y una Gibson Les Paul Goldtop. Toca sus guitarras a través de un "Screamer Ibanez Tube", un supresor de ruido, un ecualizador de época y un pedal maximizador. Además utiliza un modelo de Marshall JCM800 2210 como amplificador.
En 2006, Poulsen fue nominado en la categoría Cantante del año y Compositor del año en los premios anuales Steppeulven. Dos años más tarde, fue nominado en la categoría de Mejor cantante en los Premios de Música de Dinamarca.

## Discografía
| - 1994: View to the Dim - 1996: The First Nine - 1997: Vol. Beat - 2000: Godfallos | - 2002: Volbeat-DEMO - 2003: Beat The Meat-DEMO - 2005: The Strength / The Sound / The Songs - 2007: Rock the Rebel / Metal the Devil - 2008: Guitar Gangsters & Cadillac Blood - 2010: Beyond Hell/Above Heaven - 2013: Outlaw Gentlemen & Shady Ladies - 2016: Seal The Deal & Let's Boogie - 2017: Rock The Rebel/Metal The Devil - 2019: Rewind, Replay; Rebound - 2021: Servant Of The Mind |